# Gejza Weiss
Gejza Weiss (9. května 1892 Hronec – ???) byl slovenský a československý politik a poválečný poslanec Prozatímního Národního shromáždění za Demokratickou stranu.

## Biografie
Už ve 30. letech se účastnil na tělovýchově (byl předsedou RTJ) a komunistickém mládežnickém hnutí v regionu Hronce a Podbrezové. Je řazen mezi bývalé interbrigadisty. Za druhé světové války se podílel na odboji.
V letech 1945–1946 byl poslancem Prozatímního Národního shromáždění, podle rejstříku poslanců za Demokratickou stranu, respektive za Ústredie odborových zväzov Slovenska. V parlamentu setrval do parlamentních voleb v roce 1946.
Působil jako funkcionář revolučních odborů.